# 浜田しのぶ
浜田 しのぶ（はまだ しのぶ、1975年8月21日 - ）は、福岡県で活動するフリーアナウンサー。KBCユニエ所属。
元KBC九州朝日放送アナウンサー。かつては旧字体の濱田 しのぶ表記で活動していたが、現在は新字体の表記で活動する。

## 経歴
早稲田大学卒業後、1998年にアナウンサーとしてKBCに入社。同期は中国放送に入社し後にKBCに移籍してくる沖繁義。
在職中は主にテレビ・ラジオの情報系番組で活躍。先輩や後輩が退社し福岡を離れる中、結婚したこともあって県外出身ながらもKBCに残る道を選んだ。後に妊娠が分かり、子育てに専念するため2007年3月いっぱいでKBCを退社した。
出産・子育てが一息ついたこともあり、KBCの子会社であるKBCメディアと契約し、2009年4月に古巣KBCの放送に復帰している。基本的にはKBCのテレビ・ラジオしか出演していないが、フリーアナウンサーとして司会やナレーションの仕事もしている。
アサデス。九州・山口の放送内容で、第3回ANNアナウンサー賞「原稿のないもの部門」で優秀賞受賞。

## 現在の出演番組
- FOR YOU（KBCテレビ、『サワダデース』の後に放送）
- KBCニュース・KBC朝日新聞ニュース（不定期、テレビ・ラジオ）
- とっても健康らんど

## 過去の出演番組

### KBCテレビ
- 大相撲ダイジェスト（テレビ朝日。九州場所担当司会）
- アサデス。九州・山口
- 気ままにLB

### KBCラジオ
- ドーター・コパのアー・ユー・ハッピー?
- 中村もときの通勤ラジオ（水・木・金担当）
- Radi au cafe